# Reshea Bristol
Reshea LaNette Bristol (Omaha, 10 febbraio 1978) è un'ex cestista e allenatrice di pallacanestro statunitense, professionista nella WNBA.

## Carriera
È stata selezionata dalle Charlotte Sting al quarto giro del Draft WNBA 2001 (50ª scelta assoluta).